# Stade français
Stade français is een Franse omnisportvereniging uit Parijs die actief is in tweeëntwintig sporten. Vooral bekend is de rugbyafdeling, die de naam Stade français Paris draagt en speelt in het Stade Jean-Bouin.
De vereniging werd in december 1883 opgericht in café Le Procope in de wijk Saint-Germain-des-Prés. De eerste sporten die werden beoefend waren hardlopen, wielrennen, tennis en rugby.

## Afdelingen
- Atletiek
- Badminton
- Basketbal
- Bridge
- Dansen
- Golf
- Gymnastiek
- Handbal
- Hockey, zie Stade français (hockey)
- Judo
- Rugby, zie Stade français Paris
- Schaken
- Schermen
- Skiën
- Squash
- Synchroonzwemmen
- Tennis
- Triatlon
- Voetbal, zie Stade français (voetbal)
- Volleybal
- Zeilen
- Zwemmen